# Цеплин, Пётр Андреевич
Пётр Андреевич Цеплин (Пётр-Даниил-Фридрих, 1772, Росток — 13 [25] июля 1832, Санкт-Петербург) — первый по времени определения профессор Казанского университета.

## Биография
О первоначальной деятельности его имеются очень скудные сведения. Уроженец Мекленбурга, Цеплин обучался в Ростокском и Геттингенском университетах и в 1801 году получил степень доктора философии. Был домашним учителем в Лифляндии и в Курляндии.
В 1804 году был приглашён Румовским на должность преподавателя всеобщей истории в Казанскую гимназию с условием получить кафедру, как только будет открыт Казанский университет. Преподавал недолго; читал лекции по дипломатии и политической экономии и кроме нескольких учебных программ никаких сочинений после него не осталось.
Известность ему принесла его борьба с директором Казанской гимназии и инспектором студентов Яковкиным, человеком крайне самовластным, не любившим иностранных профессоров. Против него и его приверженцев с самого открытия университета образовалась из нескольких иностранных профессоров и русских адъюнктов, т. н. немецкая партия, пытавшаяся отстоять самостоятельность учебного совета против властолюбия и деспотизма Яковкина. Главою этой партии был Цеплин. Борьба эта велась очень ожесточенно, принимая, однако, иногда крайне мелочной характер. Яковкин постоянно жаловался Румовскому, указывая на необходимость, для водворения тишины и порядка в совете, удалить из его заседаний проф. Цеплина, этого «главного высокого крикуна». Немецкая партия потерпела поражение: некоторые из недовольных устранены от должности, другие, среди них и Цеплин, лишены права участвовать в заседаниях совета. Несмотря на это Цеплин не успокоился, производя по-прежнему разные беспорядки и оказывая сопротивление могущественному директору. Это вызвало новые жалобы попечителю, вследствие чего в 1806 году Цеплин был отрешен от должности.
При новом попечителе, Салтыкове в 1813 году Цетлин был снова принят в университет на кафедру дипломатии и политической экономии. В следующем, 1814 году, он стал деканом отделения нравственно-политических наук. При массовом увольнении профессоров М. Л. Магницким 5 августа 1819 года Цеплин был уволен от должности и покинул Казань. 
Служил библиотекарем Гидрографического отделения Морского министерства и умер в Санкт-Петербурге 13 (25) июля 1832 года.

## Труды
- «Notitia codicis manuscripti С. Sallustii» etc. (Лпц., 1791)
- «Die Vanner und Warnaver. Ein Beitrag zur ältern Völkergeschichte Deutschlands» (Шверин, 1797; ценная монографии по истории германских племен).

В рукописях остались два рукописных труда по истории Ливонии: «Geschichte Livlands» и «Versuch einer Chronologie für Alnpeks Chronik» (хранились в Публичной библиотеке)